# 山形一生
山形一生は、日本の現代アーティスト。

## 概要
1989年、埼玉県生まれ。
東京藝術大学大学院美術研究科絵画修了。

## 展示
- 「沈黙のカテゴリー｜Silent Category」（クリエイティブセンター大阪 ，大阪，2021）
- 「Fasten your seat belt」（TAV Gallery，東京，2020）
- 『ENCOUNTERS』（ANB Tokyo，東京，2020）
- 「パンゲア・オン・ザ・スクリーン」（TAV Gallery，東京，2020）
- 「きりとりめでると未然の墓標（あるいはねこ動画の時代）2019-2020」（パープルームギャラリー，神奈川，2019）
- 「Surfin’」

## 寄稿
『アイフォーン・シックス・プラス』（二〇一七）『ユリイカ12月号　特集＝長谷川白紙』

## 受賞
- 映像作家100 – NEWAWARDS最優秀賞[3]
- 21st Campus genius award谷口暁彦評価員賞